# Apeadero de Freixo
Nota: no confundir con el Apeadero de Freixo de Numão, en la Línea del Duero, ni con la antigua Estación de Freixo de Espada à Cinta, en la Línea del Sabor.
El Apeadero de Freixo fue una plataforma ferroviaria de la Línea de la Beira Alta, que servía a la localidad de Freixo, en el Distrito de Aveiro, en Portugal.

## Historia
El tramo entre Pampilhosa y Vilar Formoso de la Línea de la Beira Alta, donde este apeadero se situaba, fue inaugurado por la Compañía de los Caminhos de Ferro Portugueses de la Beira Alta el 1 de julio de 1883.